# Como si fuese real
{{Ficha de álbum
| tipo = Álbum de estudio
| nombre = Como Si Fuese Real
| artista = Princesa Alba
| publicación = 9 de agosto de 2024
| género = Pop latino
| formato = 
- CD
- descarga digital
- LP
- streaming

| duración = 31:11
| discográfica = Sony Music Chile
| catálogo = 
| productor = 
- Fancisco Victoria

| compilador = 
| certificación = 
| calificación = 
| posicionamiento = 
| anterior = Besitos, cuídate
| añoA = 2021
| añoAc = 2024
| actual = como si fuese real
| añoP = 2024
| misceláneo = 
Sencillos de como si fuese real